# Bhad Bhabie
Danielle Bregoli Peskowitz (Florida, Boynton Beach, 2003. március 26. –), művésznevén Bhad Bhabie (ejtsd: "bed bébi"), egy amerikai rapper és közösségimédia-szereplő. Egy 2016 szeptemberében leadott Dr. Phil epizód által vált ismertté, amikor "cash me outside, how bow dah?" felkiáltásával egy új mémet hozott létre. 2017-ben debütált zenei előadóként a "These Heaux" című számával, amivel a Billboard Hot 100-as ranglistán elérte a 77. helyet, amivel ő lett a legfiatalabb női rap előadó ezen a listán. A későbbiekben aláírt egy lemezszerződést az Atlantic Records kiadóval.
Magyarországon 2017. október 27-étől lett szélesebb körben ismert a Videómánia YouTube-csatorna bemutatójának, majd egyik számából készült paródiájának köszönhetően.

## Életútja
Danielle Bregoli Peskowitz 2003. március 26-án született az Amerikai Egyesült Államokban, Florida államban. A szülei, Ira Peskowitz és Barbara Ann Bregoli, már egy évvel azelőtt együtt voltak, mielőtt Danielle anyja terhes lett, de a lányuk születése után elváltak. Bregolit elsősorban az anyja nevelte, így elidegenedett apjától, aki seriffhelyettesként dolgozik a Palm Beach-i rendőrségnél.

### Pályakezdése
2016. szeptember 14-én Danielle és anyja, Barbara Ann, szerepeltek Dr. Phil műsorában "Szeretnék lemondani az autólopó, késsel hadonászó, fenékrázós 13 éves lányomról, aki megpróbált lecsukatni engem egy bűnért" címmel. A cél Bregoli viselkedésének megbeszélése volt, amibe beletartozik az is, hogy a lány ellopta a stáb egyik tagjának autóját. Amikor felmérgesedett a közönség nevetésén, így reagált: "Catch me outside, how about that", ám ez az ő kiejtésével inkább úgy hangzott, hogy "Cash me outside, how bow dah", amivel azonnal felkapott internetes mém lett és "'Cash me outside girl"-ként vált ismertté. 2017. február 10-én újra feltűnt a műsorban a gyógyászával, de - előző szereplésére való tekintettel - közönség nélkül. Az első szereplése, illetve a szállóigévé vált mondat hatására egy zeneszám is készült DJ Suede The Remix God által, ami felkerült a Billboard Hot 100 Streaming Songs és Hot R&B/Hip-Hop Songs listákra a 2017. március 4-ei kiadásban. A dal hatására egy sor táncos videó készült, amelyek a YouTube videómegosztó oldalon kerültek megosztásra. A szereplésnek köszönhetően jelölve lett 2017 MTV Movie & TV Awards díjra "Trending" kategóriában.

### Jogi esetek
Bregoli és anyja három céget perelt be szellemi tulajdonjoguk megsértéséért, mivel azok a beleegyezésük nélkül használták a védjeggyé vált szállóigét. A Walmart áruházat is megfenyegették a mondat jogtalan használatáért trikókon.
Dr. Phil műsorában való szereplése után Danielle egy Utah államban lévő farmon töltött majdnem fél évet, ami problémás tizenévesek számára van fenntartva. Később letartóztatták és bűnösnek vallotta magát különféle lopások, marihuána birtoklása és rendőrségi jelentés hamisításáért, amiért öt év próbaidőre ítélték 2017 júliusában, új ügyvédjének köszönhetően azonban ez már a következő év márciusában véget ért.
2017 februárjában Danielle anyja, Barbara Ann, verekedésbe keveredett egy repülőjárat utasával, aki azzal vádolta, hogy túl sokáig tartott beraknia a csomagját a poggyásztartóba. A lány arcon vágta az utast és ezért le kellett szállnia a repülőgépről. Mindhárom, a dulakodásban résztvevő fél ki lett tiltva a Spirit Airlines járatairól élete végéig. Még ugyanabban a hónapban Bregoli részt vett egy verekedésben egy bár előtt.

### Magánélete
2017. karácsonyán Danielle egy 65000$-os csekket adott anyjának a zenéi bevételeiből, aki így ki tudta fizetni a jelzáloghitelt.
2020 májusában a rengeteg negatív kritika miatt elkezdett gyógyszerfüggősége miatt elvonóra vonult.

### Zenei pályája
Bhad Bhabie első kislemezét, a "These Heaux"-t 2017. augusztus 26-án jelentette meg. A felvétel a 77. helyezést érte el a Billboard Hot 100 listán, ezzel pedig Bregoli lett a legfiatalabb női rapper a helyezettek között. A sikerek hatására az Atlantic Records kiadó szerződést írt alá a lánnyal, amely több jövőbeli albumra is kiterjed.
2017 szeptemberében feldolgozta Kodak Black "Roll in Peace", valamint Tee Grizzley és Lil Yachty "From the D to the A" című számát.
2017. szeptember 22-én kiadta "Hi Bich" című számát, ami a 68. helyezést érte el a Billboard Hot 100-on, majd egy nappal később a "Whachu Know"-ot. A két dalhoz közös videót készített, amit több, mint 3 millióan tekintettek meg 24 óra alatt.
Kisebb pihenő után, 2017. november 30-án megjelentette "I Got It" című számát, amit december elején a "Mama Don't Worry (Still Ain't Dirty)" követett. Utóbbiban a múltjáról beszél, illetve megemlíti, hogy a Dr. Phil műsorban nyújtott alakítását már el kéne feledni.
Ezt a gondolatot viszi tovább a "Both Of Em"-hez tartozó videóban, ahol a régi önmagát temeti el.
Különlegesnek számít a "Hi Bich (Remix)", amiben tulajdonképpen saját maga zenéjét dolgozta fel, és először itt vannak közreműködői YBN Nahmir, Rich the Kid és Asian Doll személyében (a videóklipben viszont tisztázatlan okokból YBN Nahmir helyett már MadeinTYO szerepel).
Az első turnéját 2018. április 14-étől kezdődően tartotta Asian Doll-lal közösen az Amerikai Egyesült Államokban, amit Európában folytatott.
2018. március 26-án Lil Yachtyval közösen kiadták a "Gucci Flip Flops" című számot, amivel egyben a 15. születésnapját ünnepelte meg. Két nappal később US:Gold minősítést kapott a "Hi Bich" című daláért. 2018. május 2-án elkészült a "Gucci Flip Flops" videóklipje, amiben megjelent egy rövid jelenet erejéig a több filmből ismerős David Spade is. Danielle egy múlt évszázadbeli család lányaként tűnik fel benne, akik egy fekete-fehér nappaliban éppen TV-t néznek. A TV-ben a mai Bhad Bhabie alakját láthatjuk színesben, ahogy éppen a zeneszámot adják elő Lil Yachtyval közösen. A szülők a videó elején még próbálják megvédeni gyermekeiket a szókimondó tartalom elől, de később őket is beszippantja a dal atmoszférája – teljesen átalakulnak züllöttebb mivoltukká.
A zeneszám és a videó elkészülte között kiadott egy freestyle-t is "Who Run It" néven.
Ezután jelölték 2018 Billboard Music Award díjra Legjobb női rap előadó kategóriában Cardi B-vel és Nicki Minaj-zsal együtt.
2018. június 14-én kiadott egy újabb számot "Trust Me" címmel, Ty Dolla $ign közreműködésével. Különlegessége, hogy ebben Bhad Bhabie rappelés helyett énekel. Július 26-ára készített hozzá videót is, ami a pedofilok veszélyére hívja fel a figyelmet, Theo Von és Bella Thorne szereplésével.
2018. szeptember 18-án megjelent az első mixtape-je, ami a 15 nevet kapta, talán utalva Bhad Bhabie korára. Stílusosan 15 szám alkotja, amik közül többhöz rövid videó is készült azidőtájt. Az utolsó a listán a "Bhad Bhabie Story", amiben Danielle pár percben elmeséli a múltját, egészen a sikeressé válásáig.
2018 novemberében újabb turnéba kezdett az Egyesült Államok nyugati részén és Ausztráliában. A pozitív fogadtatása nagyban köszönhető a puszta jelenlétének is, sőt, néhányan a karrierje kezdetén lévő Britney Spearshez hasonlították.
A 2019-es évet egy újabb számmal kezdte, ami a "Babyface Savage" nevet viseli. A Tory Lanez közreműködésével készült dalról túlnyomóan pozitív visszajelzések érkeztek a YouTube-on és Twitteren is.

2019 márciusában kiadta Kodak Blackkel közös "Bestie" című számát, amely hatalmas sikerekkel debütált. Ezzel a dallal ünnepelte 16. születésnapját. Ezt követően májusban megjelentette a "Lotta Dem" és az YBN Nahmirral közös "Spaz" című számait, ugyanazon a napon. Júniusi újdonsága az NLE Choppával közös Get Like Me, ami egy nap alatt 2 milliós megtekintést ért el a YouTube-on.
2020-ban az első kislemeze Thats What I Said címmel májusban jelent meg. A dalhoz videóklipp is készült.
2021-ben kiadta második kislemezét a Miss Understood-ot amihez szintén készült videóklipp.

## Diszkográfia

### Mixtape-ek
- 15 (2018)

### Kislemezek
| Cím                                     | Év   | Népszerűség | Népszerűség | Népszerűség | Minősítések |
| Cím                                     | Év   | USA         | USA R&B/HH  | KANADA      | Minősítések |
| --------------------------------------- | ---- | ----------- | ----------- | ----------- | ----------- |
| "These Heaux"                           | 2017 | 77          | 34          | 57          | US:Gold     |
| "Hi Bich"                               | 2017 | 68          | 29          | 66          | US:Gold     |
| "Whachu Know"                           | 2017 | —           | —           | —           | —           |
| "I Got It"                              | 2017 | —           | —           | —           | —           |
| "Mama, Don't Worry (Still Ain't Dirty)" | 2017 | —           | —           | —           | —           |
| "Both Of Em"                            | 2018 | —           | —           | —           | —           |
| "Gucci Flip Flops" (km. Lil Yachty)     | 2018 | 79          | 39          | 62          | US:Platinum |
| "Trust Me" (km. Ty Dolla $ign)          | 2018 | —           | —           | —           | —           |
| "Babyface Savage" (km. Tory Lanez)      | 2019 | —           | —           | 78          | —           |
| "Bestie" (km. Kodak Black)              | 2019 | —           | —           | —           | US:Gold     |

### Feldolgozások
- Kodak Black & XXXTentacion – "Roll in Peace"
- Tee Grizzley & Lil Yachty – "From the D to the A"
- YBN Nahmir – "Rubbin Off the Paint"
- Bhad Bhabie - "Hi Bich (Remix)" (km. YBN Nahmir vagy MadeinTYO, Rich the Kid & Asian Doll)
- Three 6 Mafia – "Who Run It"

### Közreműködések
- Clean Bandit - "Playboy Style" (km. Charli XCX, Bhad Bhabie) (2018)
- Benzi - "Whatcha Gon Do" (km. Bhad Bhabie, Rich The Kid, 24hrs) (2019)

## Külső linkek
- Hivatalos weboldal